# Smokvica (Słowenia)
Smokvica – wieś w Słowenii, w gminie miejskiej Koper. 1 stycznia 2018 liczyła 37 mieszkańców.